# A Beast Machines: Transformers szereplőinek listája
Alábbi lista a Beast Machines: Transformers rajzfilmsorozat szereplőinek rövid leírását tartalmazza. Magyar szinkron nem készült hozzá, a szereplők eredeti nevei vannak feltüntetve, a rajongói fordítások figyelembe vétele nélkül. Kivételek azok, akik szerepeltek más sorozatban, képregényben, amelynek van hivatalos magyar fordítása. A szereplők nagy része a Beast Wars: Transformers-ben mutatkozott be.

## Maximalok
Az Autobotok leszármazottainak kis csapata, akik az Orákulum kérést teljesítve, gerilla-hadviselést alkalmazva küzdenek a zsarnok Megatron és Vehicon seregei ellen Kibertron bolygójának és Alakváltó népének felszabadításáért.
|  | Alább a(z) Beast Machines: Transformers cselekményének részletei következnek! |

- Optimus Primal – Optimusz Fővezér leszármazottja, aki a bestiák háborúja alatt kiváló vezetővé fejlődött. A háború utolsó pillanatban történő elvesztéséért és Megatron hatalomra töréséért önmagát okolja. A szívén viseli Kibertron minden lényének sorsát. Az Orákulum őt választotta ki egy új kor elhozásáért, és a tőle kapott látomásait használva képzi kis csapatát az új, techno-organikus testük megismerésében és képességeik elsajátításában. Eleinte nincs tisztában céljával, és hajlamos túlzásokba esni, szélsőséges elveket vallani. Egy halál közeli élmény alkalmával azonban rájön hibáira, és új erőt nyerve folytatja a harcot az Alakváltók népének felszabadításáért. Végül elhozza Kibertonra a megváltást. Alternatív üzemmódja egy biomechanikus kinézetű gorilla. Robotként képes repülni, energialövedékeket lőni mellkasából, és más alakváltókat techno-organikussá változtatni.
- Cheetor – szintén sokat fejlődött a Földön eltöltött ideje óta. A Maximalok parancsnokhelyettese, és többször is felvállalja a vezetőséget, valahányszor Optimus képtelen harcolni. Szűkebb látáskörű, mint vezére, és nem érti az ő látomásait, ezért többször összeveszik vele. Jobban szereti az észszerű, közvetlen megközelítést. A sorozat folyamán viszont kitűnő vezetővé érik. Techno-organikus gepárddá alakul, ám mindkét üzemmódjában hihetetlenül fürge.
- Rattrap – a bestiák háborúja nagyszájú fegyverszakértője új, techno-organikus állattestében nagy nehézségekkel szembesül, ugyanis eleinte még az alakváltás is nehezére esik. Amikor végre sikerül robottá alakulnia, korábbi képességei nagy részét elveszíti. Elsősorban fegyvereit hiányolja. Azonban éles eszével hamar megtalálja új testének előnyeit, és hála technikai tudásának, a csoport tudósává válik. Rengeteg találmányával segíti társait, és a történet előrehaladtával az eleinte viharos viszonyuk is lassan lecsillapodik. Botanica megérkezése után pedig a szerelembe is belekóstol. Állat formája egy patkány. Robotként jellegzetessége, hogy lábak helyett kerekeken gurul, farkáva pedig mindkét módjában képes számítógépekre vagy más Alakváltók processzorára csatlakozni.
- Blackarachnia – a Maximalok gyors mozgású, harcias női tagja. Mindent megtesz, hogy visszaszerezze szeretőjét, Silverboltot, akit Megatron a gonosz, Jetstorm nevű Vehicon testébe zárt. Kísérletei azonban többször bajba sodorják társait. Miután visszanyeri szerelmét, sajnálattal veszi tudomásul, hogy Silverbolt igen megváltozott, és kapcsolatuk kezd szétesni. Megatron legyőzése után viszont ismét egymásra találnak. Pókká változik. Robotként képes hálószerű energianyalábokat a talajba küldeni, melyek hatástalanítják a támadóit, és kis, hálós dobókorongjaival bárkit képes körbefonni fonállal.
- Nigshtscream – Megatron támadásának túlélője, aki a vírus és a Vehiconok elől menekülve egy aknába zuhant. Amikor magához tért, egy szerves denevér testében találta magát. Miután találkozik Optimusék csoportjával, ők befogadják maguk közé, s egy új, techno-organikus testtel áldják meg. Nightscream egy fiatal Alakváltó, akit indulatai hajtanak. Többször összeveszik társaival, mivel úgy véli, nem értik meg őt. Felelősnek tartja magát korábbi barátai elestéért, ezért igen sokat szorong és kesereg. Különleges képessége a magas frekvenciájú, pusztító hatású hang hallatása, melyet a száján vagy a hátán lévő hangágyún keresztül bocsát ki. Van emellett egy második állkapcsa is, amelyet képes kilőni, s a célpontjából ezen keresztül elszívott energiát saját hasznára tudja fordítani.
- Silverbolt – miután Megatron vírusa leterítette, s ellopta a Szikráját, egy új, gonosz Vehicon parancsnok, Jetstorm testében volt kénytelen tovább élni. Silverbolt azonban Jetstorm belsejében éber volt, és élvezetet talált a Vehicon gonosz tetteiben. Ezért mikor Blackarachniának sikerül visszaváltoztatnia őt, már egy egészen más Silverboltként lép elő, mint a bestiák háborújának becsületes, lovagias hőse. Úgy érzi, megfosztották hősi erényeitől, ezért bosszút esküszik Megatron ellen, szerelmét pedig elhanyagolja. Ám Megatron legyőzését követően kész minden idejét Blackarachniának szentelni, és az újjáéledt Kibertronon továbbélni vele. Kondorkeselyűvé alakul, robotként szamurájra hasonlít. Tollait dobótőrökként használja.
- Botanica – az Maximalokhoz utolsóként csatlakozó alak. Botanica egy női tudós, aki csapatjával egy növényekkel borított bolygót próbált feltérképezni. A bolygó élővilága azonban végzett társaival, őt pedig egy vad növényszörnnyé változtatta. Ebben a formában tért vissza Kibertronra, ahol a Maimalokra támadt. Akárcsak Nightscreamet, őt is Optimus szelídíti meg és változtja át techno-organikus Alakváltóvá. Botanica szoros kapcsolatot ápol a bolygó szerves talajával, és életveszélyes számára elszakadni tőle. Rattrap tudóstársává válik, és noha eleinte szeszélyas a viszonyuk, lassan megkedvelik egymást. Botanica egy földönkívüli növénnyé alakul, és sem robot-, sem pedig növényüzemmódjában nincs lába. Különlegessége, hogy növény formája heterokrómiás.

|  | Itt a vége a cselekmény részletezésének! |

## Gonoszok
A sorozat gonosztevőit nem lehet egy csoportba sorolni. Míg a vezérük, Megatron egy egykori Predakon, alattvalói a Vehiconok közül kerülnek ki.
|  | Alább a(z) Beast Machines: Transformers cselekményének részletei következnek! |

- Megatron – a bestiák háborúján edződött Predakon talán még veszélyesebb, mint valaha. A Maximalok a hecc kedvéért a hajójukhoz kötözték, és így utaztak vissza az őskori Földről otthonukra, a jövőbeli Kibertronra, Megatron viszont az időalagútban megszökött. Ennek eredményeképp évekkel, tán évszázadokkal megelőzte ellenfeleit. Kibertron ki volt szolgáltatva mesteri elméjének, és egy vírust kreálva a bolygó teljes lakosságát foglyul ejtette, Szikrájukat ellopta és elrejtette, testüket pedig szeméttelepekre küldte vagy átépítette. A bolygó egyeduralkodójává vált, és a központi citadellából vezényli Vehicon drón seregét. Mikor a Maximalok megérkeznek, Megatronnak meggyűlik velük a baja, így elhatározza, három ellopott Szikrát beültet a három Vehicon fajta vezérébe, létrehozva így Tankort, Thrustot és Jetstormot.
Megatron gyűlöli a gépek világában immár haszontalanná vált organikus sárkányoldalát, és számos kísérletnek veteti alá magát, hogy megszabaduljon tőle. Amikor Optimusznak hála sikerrel jár, Szikrája véletlenül testének a szerves félben marad. Megatron Szikrája számos különféle testbe költözik, és minduntalan a Maximalok megállítására törekszik. Még leggyengébb testében is megőrzi tekintélyét és a Vehiconok fölötti uralmát.

### Vehiconok
Megatron járművé alakuló drónjai, amelyeket a bolygó leigázásához használt fel. Eleinte három fajtájuk létezett (tank, motor és repülő), melyekhez később kettő új modell csatlakozott (helikopter és nehéztüzérségi). A parancsnokoktól eltekintve egyikük sem igazi élőlény, pusztán Szikra nélküli robotgép, így a Maximaloknak nem okoz gondot az elpusztításuk. Az első három Vehicon parancsnokba Megatron olyan Szikrákat ültetett be, amelyek nem feleltek meg elvárásainak, így át kellett programoznia őket. A későbbiekben már olyan Szikrákat választott, melyek átprogramozás nélkül is megfeleltek a követelményeknek, vagyis hogy a végsőkig hűségesek legyenek őhozzá.
- Tankor – a tank drónok vezére, hihetetlenül lassú észjárású és lassú mozgású, ám annál erősebben felfegyverzett Vehicon. Megatron egy Maximal, Rhinox ellopott Szikráját ültette bele, majd megírta Tankor programját, hogy elnyomja Rhinox elméjét. A Maximalok róla derítetik ki először, hogy valamikor közéjük tartozott. Ám amikor sikerül a felszínre hozniuk Rhinox szikráját, ő már nem akar velük maradni. Megatron átprogramozása ugyanis maradandó károsodást okozott Rhinox Szikráján.
- Thrust – a motor drónok parancsnoka. Magányos farkas típus, és meglepően erényes és tisztességes, mivel több alkalommal is hajlandó együttműködni a Maximalokkal. Igazi, elnyomott jelleme Vehicon személyiségének totális ellentéte – ugyanis nem más, mint a Waspinator nevű kétbalkezes Predakon Szikráját hordozza magában, habár Blackarachnia eleinte úgy véli, hogy a teste Silverboltot rejti. Thrust az egyetlen Vehicon parancsnok, aki a sorozat végéig Megatron szolgálatában marad, és az egyik legösszetettebb jellemű is. Jetstormhoz szoros, ám viszonzatlan barátság fűzi, és miután ő visszaváltozik Silverbolttá, Thrust mély haragra gerjed a Maximalok iránt.
- Jetstorm – a repülő Vehicon drónok vezére, és alighanem a legalávalóbb, legerőszakosabb Vehicon. Imádja kínozni és idegesíteni ellenségeit, és Megatronnal szemben is laza viselkedést mutat, noha mélységesen hűséges vezéréhez. Gyűlöli Blackarachniát, amiért állandóan azon fáradozik, hogy visszanyerje Silverboltot, akinek a Szikrája Jetstorm testébe van ültetve. Rattrap egyik új találmányát bevetve a Maximal nő végül sikerrel is jár, Jetstorm programja törlődik, teste és Szikrája pedig Silverboltté lesz.
- Obsidian – a helikopter drónok vezetője, akit Megatron akkor hívott életre, mikor eredeti három parancsnokából kettőt elveszített. Obsidian és Strika Kibertron leghíresebb taktikusai, és számtalan háború nyertesei. Megatronhoz hűek, és mindent megtesznek, hogy a Maximalokat kézre kerítsék.
- Strika – Obsidian női társa, a nehéztüzérségi drónok vezetője. Minden harcban Obsidian mellett áll. Erős testfelépítésű, félelmetes intelligenciájú harcos. Ős és Obsidian az utolsó teljesen fémből álló Alakváltók.

|  | Itt a vége a cselekmény részletezésének! |

## Egyéb szereplők
|  | Alább a(z) Beast Machines: Transformers cselekményének részletei következnek! |

- Orákulum – a Kibertron magjában létező, legendás szuperszámítógép, amely tudja, hogy a bolygóra milyen sors vár, és ezt a Maximalok segítségével próbálja beteljesíteni. Egyedül Optimus Primal képes vele kommunikálni látomásokon és meditáción keresztül.
- Rhinox – amikor a Maximalok megérkeztek a bolygóra, Megatron vírusa egy részüket leterítette, s így a Vehiconok fogságába estek. Rhinox is közéjük tartozott. Megatron ellopta, majd Tankor testébe ültette a Szikráját. Maximal társai ugyan idővel felélesztik Rhinoxot Tankor belsejében, de rá kell jönniük, hogy barátjuk megváltozott: a Szikrája megromlott, és immáron Megatron nézeteit vallja. A gépek felsőbbrendűségét hirdeti, és egyeduralomra akar törni. Rhinox az Orákulumot kihasználva feltárja Vector Sigma Kulcsának titkát, melyet arra használ, hogy minden szerves anyagot eltüntessen a bolygóról. Nem tűnik fel neki, hogy Megatron egész idő alatt tudatában van tetteinek.
- Waspinator – egy ideig a földi ősemberek törzsfőnöke szerepében tetszelgett, mígnem azok ráuntak vezérükre és ügyetlenkedéseire, s egy fakatapulttal az égbe lőtték. Waspinator több millió évet töltött azzal, hogy visszataláljon Kibertronra, s amint odaért, egykori vezére, Megatron elrabolta a Szikráját. Ezt később a Thrust nevű Vehicon parancsnokba ültette, kinek szerepében Waspinator olyan ügyességre és karizmára tett szert, melyről eredeti alakjában még csak nem is álmodhatott. Amikor Kibertron techo-organikussá válik, és a Vehiconok megsemmisülnek, Waspinator visszanyeri korábbi darázstestét, ám ezúttal egy parányi, Vehicon-fejű rovarrá alakul, akit a többiek könnyűszerrel elpöckölnek.
- Savage/Noble – minden idők egyik legkülönlegesebb alakváltója, ugyanis teljesen organikus. Ő voltaképp Megatron félresikeredett próbálkozásainak eredménye. Megatron mindenáron meg akart szabadulni sárkány oldalától, és mikor ez sikerül neki, Szikrája a kettévált teste rossz felében marad. A gépi elemeitől megfosztott sárkány a Vehiconoktól a Savage (Barbár) nevet kapja, farkas oldalát, pedig Noble-nak (Nemes) nevezik. Egy ideig Maximalnak, elsősorban Nightscream sorstársának tetteti magát, hogy bejusson citadellájába, ahol szabaddá teheti Szikráját. A Savage/Noble test így Szikra nélkül marad, azonban valahogy mégis tovább él, felszabadulva Megatron elméje alól. A továbbiakban vadállatként a Maximalok oldalán küzd.
Savage/Noble vörös sárkányból kék színű farkassá alakul, robot üzemmódja nincs. Nem tisztázott, hogy a farkas oldala honnan származik.
- Diagnosztikai drónok – Megatron élettelen, ám annál több jellemmel rendelkező, gépi szolgái, akik segítenek neki kísérleteiben. Egyiküket Rhinox egy időre átprogramozza, hogy rajta keresztül vigye véghez terveit.

|  | Itt a vége a cselekmény részletezésének! |